# Cultuurlandschap van de Gedeo
Het Cultuurlandschap van de Gedeo is een aanduiding van een gebied gelegen in het zuidwesten van Ethiopië in de Ethiopische bestuurlijke regio of staat Yedebub Biheroch Bihereseboch na Hizboch, en meer specifiek in de bestuurlijke zone Gedeo van die deelstaat. Het gebied strekt zich uit over de oostelijke flank van de Ethiopische Grote Slenk, variërend van 1307 tot 3072 meter boven zeeniveau. De regio is de thuisbasis van ongeveer 250.000 Gedeo-mensen. Bezaaid met heilige bossen en megalithische monumenten, is de regio al duizenden jaren het thuisland van het Gedeo-volk. Traditionele boslandbouw wordt in de regio beoefend door het Gedeo-volk. 
Het cultuurlandschap van de Gedeo was de benaming die de UNESCO hanteerde tijdens de 45e sessie van de Commissie voor het Werelderfgoed die doorging in Riyad in 2023 toen de site werd erkend als UNESCO werelderfgoed en als cultureel erfgoed werd bijgeschreven op de werelderfgoedlijst. De Commissie voor het Werelderfgoed motiveerde de erkenning met: "Binnen de gecultiveerde berghellingen bevinden zich heilige bossen die traditioneel door lokale gemeenschappen worden gebruikt voor rituelen die verband houden met de Gedeo-religie, en langs de bergruggen zijn dichte clusters van megalithische monumenten, die werden vereerd door de Gedeo en verzorgd door hun ouderen."